# Interception des précipitations
Pour les articles homonymes, voir interception.

Représentation schématique du bilan évapotranspiration/alimentation de la nappe/ruissellement. L'évapotranspiration potentielle ET_{p} provient de différents flux d'eau retournant vers l'atmosphère sous forme de vapeur : transpiration (64 % de l'ET_{p}), interception évaporée (27 %), évaporation des sols (6 %) et des surfaces d'eau libre (3 %).

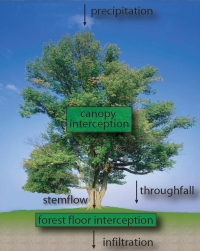
Devenir des précipitations.

En hydrologie l’interception des précipitations désigne le processus selon lequel les eaux météoriques sont retenues par le feuillage, les branches et la litière, et n'atteignent jamais la surface du sol. La définition scientifique de ce concept dépend selon que les chercheurs l'appréhendent en tant que flux ou en tant que stock.
L'étude hydrologique de ce phénomène est important car si le couvert végétal est suffisamment dense (typiquement un couvert forestier) et bas, il autorise un effet mécanique d'interception de l'énergie cinétique des eaux météoriques, contribuant ainsi à la protection directe contre la force érosive des précipitations et empêchant la recharge en eau du sol.

## Recherche

### Études
L’évaluation de l’interception peut se faire par des méthodes de mesures à faible échelle en laboratoire ou à grande échelle en champ. La méthode la plus simple consiste à faire la différence entre les précipitations au-dessus du peuplement forestier et celles atteignant le sol. Cette mesure est réalisée à l'aide de pluviomètres.
Plusieurs études depuis les années 1950, montrent que l'interception annuelle des précipitations incidentes par les peuplements fermés représente de 15 à 30 % chez les feuillus, et de 25 à 45 % chez les résineux (pourcentage plus élevé en raison du caractère sempervirent de leur feuillage qui intercepte les pluies aussi en hiver).
La recherche traditionnelle sur cette modélisation hydrologique se concentre principalement sur l'interception des pluies par la canopée des forêts et néglige l'interception au sol, bien qu'il s'agisse d'un mécanisme important (prise en compte, l'interception totale peut doubler de valeur) qui précède l'infiltration ou le ruissellement.

### Bilan hydrique d'un couvert végétal
L'analyse du devenir des précipitations arrivant sur un peuplement forestier montre qu'au début d'une averse, la majorité des gouttes d'eau sont interceptées par le couvert et plus ou moins rapidement évaporées, sans pénétrer dans les feuilles (évaporation selon le degré hydrométrique de l'air, selon la force du vent). Lorsque le feuillage est saturé, la distribution des eaux de pluie additionnelles se répartit, en plus de l'interception et de l'évapotranspiration, en :
- une fraction qui atteint directement le sol (througfall ou througflow, précipitation à travers le couvert)
- une fraction qui s'écoule le long des troncs (stemflow ou écoulement le long des troncs, correspondant à une précipitation différée)

Le bilan hydrique d'un couvert végétal peut ainsi être exprimé par deux formules générales :
- (1) P = ETR + R + D ± ΔH dans laquelle P représente les précipitations à découvert, ETR l'évapotranspiration réelle, R l'eau de ruissellement, D l'eau d'infiltration, ΔH les variations de la réserve en eau du sol

- (2) P = Psol + Et + I dans laquelle P représente les précipitations à découvert, Psol les précipitations à travers le couvert, Et l'écoulement le long des troncs et I l'interception.

## Interception verticale et horizontale

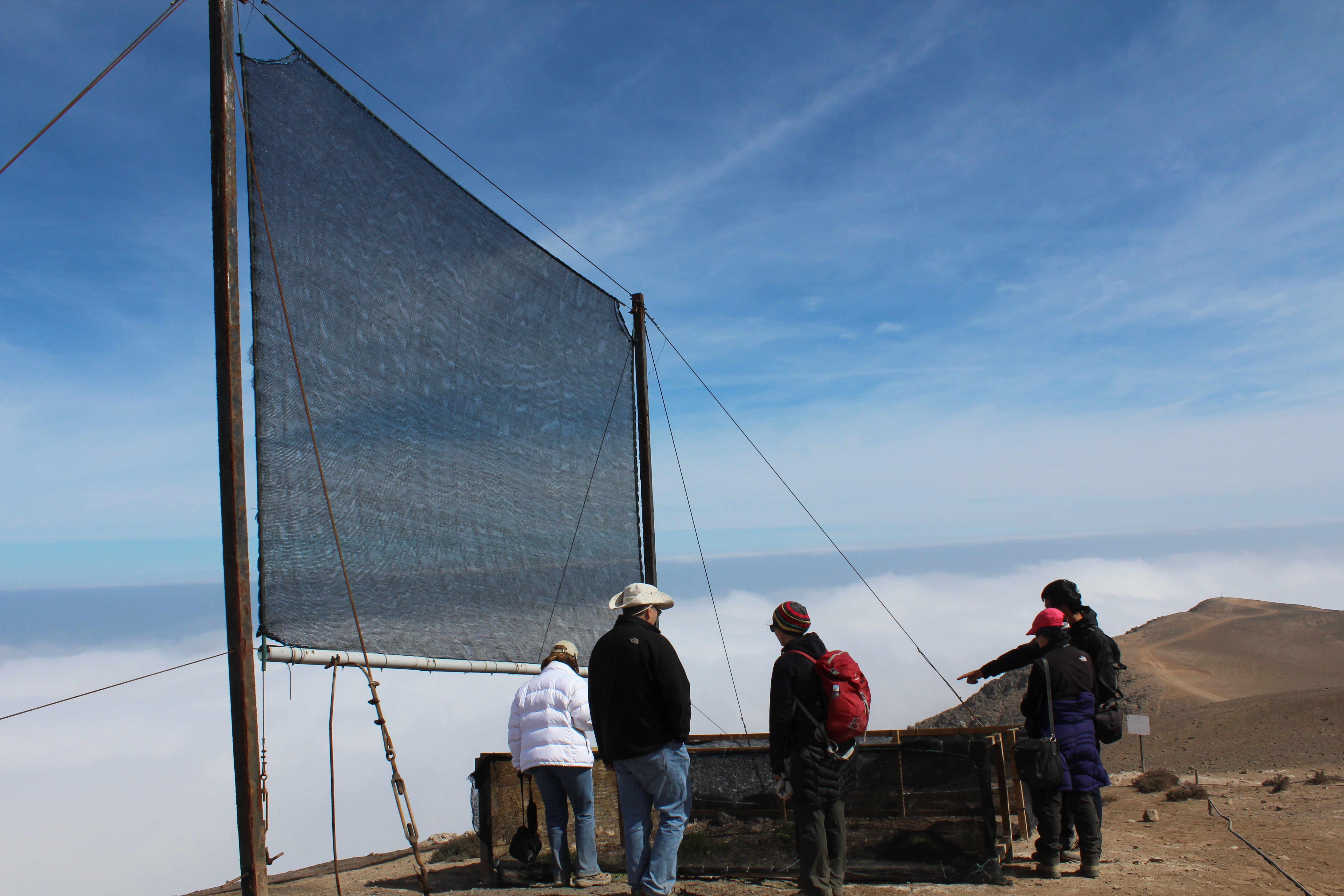
Filet capteur de brouillard à Alto Patache, Chili.

L'interception verticale se produit aux dépens des précipitations tandis que l'interception horizontale est le « captage par la végétation de gouttelettes de brouillard qui rejoignent ensuite le sol par égouttage ou ruissellement le long des troncs ». Ce processus est à l'origine de formations végétales spécifiques comme les forêts de nuages (les Nebelwald) des Canaries ou certaines forêts côtières du Chili. Cette interception horizontale a été mise en évidence par différentes expérimentations utilisant des capteurs de brouillard orientés face au vent dominant lors des épisodes nébuleux, et qui peuvent apporter un supplément d'eau potable aux régions qui en sont dépourvues.

## Interception et érosion pluviale
L'érosivité (le pouvoir érosif) de la pluie est fonction de ses caractéristiques physiques (diamètre des gouttes et leur vitesse d'impact sur le sol). La vitesse terminale de chute des gouttes d'eau est atteinte selon une certaine hauteur : 4 m/s pour une gouttelette de 1 mm de diamètre et une hauteur de chute de 2,2 m ; 9,3 m/s pour une gouttelette de 6 mm de diamètre et une hauteur de chute de 7,2 m. Les gouttes d'eau interceptées par le feuillage s'étendent sur les surfaces végétales, coalescent et tombent à nouveau lorsque la force de pesanteur dépasse les forces de tension. L'interception favorise la formation de grosses gouttes et vu que la canopée de nombreuses forêts dépasse 8 mètres, la vitesse maximale de presque 10 m/s (36 km/h) est souvent atteinte. Ainsi, une canopée basse, en interceptant tout ou une partie de la pluie, limite l'effet splash (éclaboussure) mais une canopée haute ne protège pas la surface du sol contre la battance. Cependant, l'érosion des sols est limitée dans les forêts tropicales denses à canopée haute en raison de leur strate moyenne qui réalise un taux de couverture de 100 % (le taux d'interception de 10 à 15 % de la strate supérieure, la canopée, est cependant plus faible que dans les forêts tempérées car l'intensité des pluies y est plus forte), de leurs tapis forestiers importants, et de leurs arbres au système racinaire très développé à rôle stabilisateur,.